# تیتجیکالا
تیتجیکالا (به انگلیسی: Titjikala) شهرکی واقع در ایالت قلمرو شمالی در استرالیاست. این شهرک در ۱۲۰ کیلومتری (۷۵ مایلی) جنوب شرقی آلیس اسپرینگز واقع شده است.